# Manuel de Luzuriaga
Manuel José de Luzuriaga (Huaraz, 1776 - Buenos Aires, 1841) fue un militar y político argentino de origen peruano, que formó parte de la Asamblea del Año XIII.

## Biografía
Hijo del español Manuel de Luzuriaga y la peruana Josefa Mexía de Estrada, era hermano mayor del después mariscal Toribio de Luzuriaga. Formó parte de las Milicias de Caballería primeramente en Santiago de Chile y luego en Buenos Aires, capital del virreinato del Río de la Plata. En ocasión de las Invasiones Inglesas al Río de la Plata, participó en la reconquista de la ciudad de Buenos Aires en 1806, y en su defensa, al año siguiente.
Participó del cabildo abierto del 22 de mayo de 1810, asociando su voto al del coronel Pedro Andrés García, que se había pronunciado por el cese del virrey y la asunción del poder en forma interina por el cabildo de la capital. Fue incorporado al ejército que debía marchar al Paraguay al mando de Manuel Belgrano con el grado de capitán, pero por razones desconocidas no formó parte de la campaña.
A fines de 1811 se le encomendó la organización del Primer Tercio de Guardias Nacionales de Infantería, que fue formalmente creado a mediados de 1813, con Luzuriaga como su comandante. Al frente de este cuerpo, antes aún de que estuviera oficializado, participó en la revolución del 12 de octubre de 1812, liderada por José de San Martín, que llevó a la creación del Segundo Triunvirato y de la Asamblea General Constituyente.
Uno de los diputados de esa Asamblea por Buenos Aires, José Julián Pérez, fue elegido poco después como miembro del Triunvirato, por lo que el cabildo de Buenos Aires eligió para suplantarlo a Manuel de Luzuriaga. Perteneció a la Logia Lautaro y formó parte de la Comisión de Residencia junto a Vicente López y Planes, presidida por Tomás Antonio Valle. La misión de esta comisión era juzgar las actuaciones de los sucesivos gobiernos habidos desde la Revolución de mayo, pero fue utilizada como arma política: propuso y obtuvo la sanción de una amnistía general a todos los gobiernos anteriores, con la sola excepción de Cornelio Saavedra y Joaquín Campana, líderes de la Junta Grande, a quienes se culpó de todos los males ocurridos al país desde la Revolución.
Fue arrestado y procesado a la caída del gobierno del general Carlos María de Alvear, pero el juicio se cerró sin consecuencias para Luzuriaga, en parte por el importante papel de su hermano Toribio en los ejércitos en campaña. Se le encargó la formación de una Brigada de Auxiliares Argentinos, en la práctica un cuerpo formado por esclavos, en prevención de que la expedición enviada desde España al mando de Pablo Morillo efectivamente desembarcase en el Río de la Plata, como se había anunciado; pero la misma fue enviada a Nueva Granada, donde reconquistó ese territorio para el Imperio español.
En 1819 fue alcalde de primer voto del Cabildo de Buenos Aires, cargo en que no se distinguió particularmente. En 1821 fue elegido miembro de la Sala de Representantes de la Provincia de Buenos Aires, cargo que ejerció de forma casi continua hasta 1833. En ejercicio de ese cargo, propuso y obtuvo la disolución del cabildo de Luján, presentó un proyecto de Reglamento de Policía de campaña, y fue parte del jury en los juicios por delitos de imprenta. Formó parte del partido ministerial favorable a Bernardino Rivadavia, y más tarde al Partido Federal dirigido por Manuel Dorrego y luego por Juan Manuel de Rosas.
Falleció en la ciudad de Buenos Aires en noviembre de 1841. Estaba casado con María Francisca de los Dolores Zapiola, hermana del general José Matías Zapiola.